# Subalterno

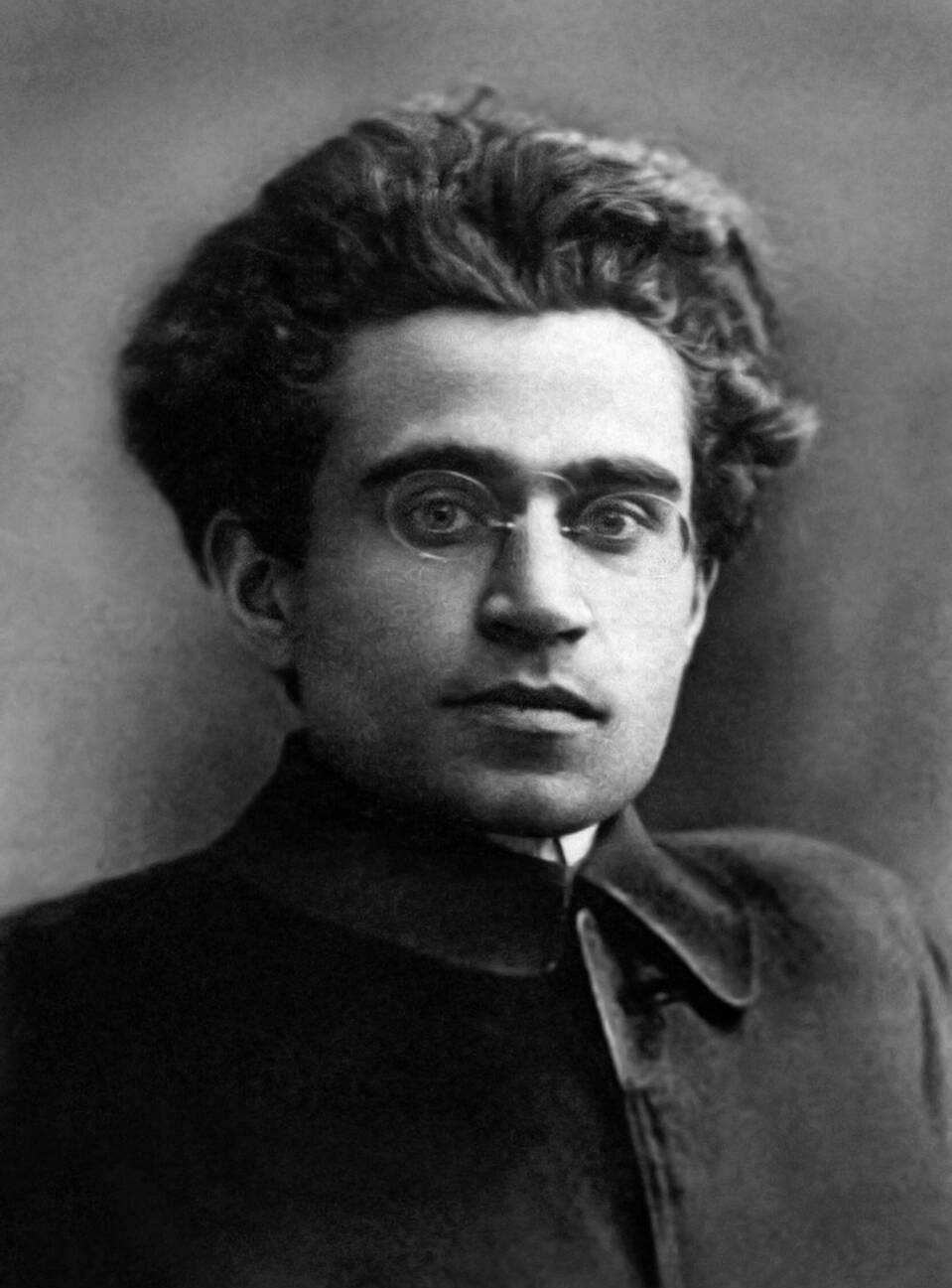
Antonio Gramsci cunhou o termo subalterno para explicar o status socioeconômico dos povos “nativos” de uma colônia imperial.

O termo subalterno foi cunhado pelo filósofo marxista italiano Antonio Gramsci para identificar a hegemonia cultural que exclui pessoas e grupos sociais específicos das instituições socioeconômicas de uma sociedade, a fim de negar suas vozes e sua agência na política colonial. Nos estudos pós-coloniais e na teoria crítica, o termo é utilizado para designar as populações coloniais que foram excluídas (social, política e geograficamente) da hierarquia de poder das colônias e dos centros imperiais europeus. 

## Utililização
Os termos subalterno e estudos subalternos entraram para o vocabulário dos estudos pós-coloniais por meio das obras dos Estudos Subalternos, grupo composto por historiadores, cujos trabalhos privilegiaram o protagonismo histórico dos subalternos, homens e mulheres comuns das classes sociais "de baixo", em vez de enfatizar os papeis das elites sociais e econômicas na história da Índia.
Na teoria pós-colonial, o termo subalterno descreve em sentido amplo as classes sociais mais baixas e Outros grupos sociais marginalizados em uma sociedade; em sentido específico, no contexto histórico de uma colônia imperial, um ser humano subalterno é uma pessoa nativa que tem sua agência negada por sua situação social.
A teórica feminista indiana Gayatri Chakravorty Spivak advertiu sobre uma aplicação demasiado ampla do termo subalterno. Segundo ela, a palavra não deve ser utilizada como um sinônimo elegante para significar "oprimido": "Em termos pós-coloniais, tudo o que tem limitado ou nenhum acesso ao imperialismo cultural é subalterno - um espaço de diferença. Agora, quem diria que são apenas os oprimidos? A classe trabalhadora está oprimida. Não é subalterna...".
Na teoria marxista, o sentido civil do termo subalterno foi usado pela primeira vez por Antonio Gramsci (1891–1937). É provável que o filósofo tenha utilizado a palavra como sinônimo de proletariado, como uma palavra-código para enganar o censor da prisão em que ele se encontrava e permitir que seus manuscritos conseguissem sair da prisão. Todavia, evidências contemporâneas indicam que o termo era um conceito novo na teoria política de Gramsci.
O crítico pós-colonial Homi K. Bhabha enfatizou a importância das relações sociais de poder na definição de grupos sociais subalternos como oprimidos, minorias raciais, cuja presença social era crucial para a autodefinição do grupo majoritário; como tal, os grupos sociais subalternos, no entanto, também estão em posição de subverter a autoridade dos grupos sociais que detêm o poder hegemônico.
O sociólogo Boaventura de Sousa Santos aplicou o termo cosmopolitismo subalterno para descrever a prática contra-hegemônica de luta social contra o neoliberalismo e a globalização, especialmente a luta contra a exclusão social. Além disso, de Sousa Santos aplicou cosmopolitismo subalterno como intercambiável com o termo legalidade cosmopolita para descrever o quadro de diversas normas destinadas a realizar uma igualdade de diferenças, em que o termo subalterno identifica os povos oprimidos, à margem da sociedade, que lutam contra o hegemonia da globalização econômica. Contexto, tempo e lugar determinam quem, entre os povos marginalizados, é um subalterno; na Índia, mulheres, shudras e dalits (também conhecidos como intocáveis) e trabalhadores migrantes rurais fazem parte do estrato social subalterno.

## Método
Como método de investigação científica, de análise do papel político das populações subalternas, a teoria da história de Karl Marx apresenta a história colonial desde a perspectiva do proletariado e a partir da concepção de que as classes sociais são determinadas pelas relações econômicas de uma sociedade. Desde a década de 1970, o termo subalterno denotava os povos colonizados do subcontinente indiano, por meio de uma história imperial vista de baixo, isto é, de acordo com a experiência dos povos colonizados daquele território, em detrimento do discurso dos colonizadores provenientes da Europa Ocidental. Na década de 1980, o método de investigação histórica dos Estudos Subalternos foi aplicado à historiografia do sul da Ásia.
Como um método de discurso intelectual, o conceito de subalterno originou-se como um método eurocêntrico de investigação histórica sobre os povos não-ocidentais (da África, Ásia e Oriente Médio) e sua r seçõeselação com a Europa Ocidental, entendida como o centro da história mundial.

## Teoria
A teoria pós-colonial estuda o poder e o domínio contínuo das formas ocidentais de investigação intelectual, os métodos de geração de conhecimento. No livro Orientalismo (1978), Edward Said aborda conceitualmente os sujeitos oprimidos subalternos nativos, para explicar como a perspectiva eurocêntrica do Orientalismo produziu os fundamentos ideológicos e as justificativas para a dominação colonial do Outro. Antes de suas explorações reais do Oriente, os europeus haviam inventado geografias imaginárias do Oriente; imagens predefinidas dos povos selvagens e lugares exóticos que se estendem além do horizonte do mundo ocidental. As mitologias do Orientalismo foram reforçadas por viajantes que voltaram da Ásia para a Europa com relatos de monstros e terras selvagens, que se baseavam na diferença conceitual e na estranheza do Oriente; tais discursos culturais sobre o Outro oriental foram perpetuados pelos meios de comunicação de massa da época e criaram uma relação social binária Nós-e-Eles com a qual os europeus se definiam definindo as diferenças entre o Oriente e o Ocidente. Como fundamento do colonialismo, a relação social binária Nós-e-Eles representava erroneamente o Oriente como terras atrasadas e irracionais e, portanto, necessitando da missão civilizadora européia para ajudá-los a se tornarem modernos, no sentido ocidental; portanto, o discurso eurocêntrico do orientalismo exclui as vozes dos próprios nativos subalternos, os orientais.
O teórico cultural Stuart Hall afirmou que o poder do discurso cultural criou e reforçou o domínio ocidental sobre o mundo não ocidental. Segundo ele, os discursos europeus que descrevem as diferenças entre o Ocidente e o Oriente aplicam categorias culturais, línguas e ideias europeias para representar o Outro não-europeu. O conhecimento produzido por tais discursos tornou-se práxis social, que então se tornou realidade; ao produzir um discurso da diferença, a Europa manteve o domínio do Ocidente sobre o Outro não-europeu, utilizando uma relação social binária que criou e estabeleceu o nativo subalterno, ideia calcada na exclusão do Outro na produção do discurso  entre o Oriente e o Ocidente.